# 第65回オールスター競輪
第65回オールスター競輪（だいろくじゅうごかいオールスターけいりん）は、2022年8月9日から15日まで、西武園競輪場にて開催された、競輪のGI競走である。優勝賞金5,368万円（副賞込み）。

## 中止・順延
当初は8月13日に5日目、翌14日に最終日が開催される予定だった。しかし、台風8号が13日に関東地方に接近してくることが確実となったため、12日の全競走終了後に、13日の全競走の中止・順延を決定した。GP・GI・GIIの所謂ビッグレースで開催期間中に中止・順延が発生したのは、2019年の第28回寬仁親王牌・世界選手権記念トーナメント2日目以来で、オールスター競輪に限定すると2013年の第56回大会最終日以来。また、6日制のGIの中止順延は1999年の第42回オールスター競輪2日目以来。

## レースプログラム
第1日から第3日は10レース、第4日から第6日は11レースが行われた。ほか、大会2日目と3日目の第11レースでは、ガールズケイリンコレクションが行われた。
6日間で最大5走。うち1次予選では全選手が2走し、その着順に応じて獲得したポイントの合計により上位63名が、4日目の2次予選に進出した（うちポイント1 - 9位の9名はシャイニングスター賞に進出）。
| ポイント                | 1着 | 2着 | 3着 | 4着 | 5着 | 6着 | 7着 | 8着 | 9着 | 棄権 |
| ----------------------- | --- | --- | --- | --- | --- | --- | --- | --- | --- | ---- |
| ドリームレース（DRM）   | 18  | 17  | 16  | 15  | 14  | 13  | 12  | 11  | 10  | 8    |
| オリオン賞レース（ORI） | 15  | 14  | 13  | 12  | 11  | 10  | 9   | 8   | 7   | 5    |
| 一次予1                 | 10  | 9   | 8   | 7   | 6   | 5   | 4   | 3   | 2   | 1    |
| 一次予2                 | 13  | 11  | 10  | 9   | 8   | 7   | 6   | 5   | 4   | 1    |

|     | 9（火）   | 10（水）  | 11（木祝） | 12（金） | 13（土） | 14（日） | 15（月） |
| --- | --------- | --------- | ---------- | -------- | -------- | -------- | -------- |
| 1R  | 1次予選 1 | 1次予選 1 | 1次予選 2  | 一般     | 中止     | 一般     | 選抜     |
| 2R  | 1次予選 1 | 1次予選 1 | 1次予選 2  | 一般     | 中止     | 一般     | 選抜     |
| 3R  | 1次予選 1 | 1次予選 1 | 1次予選 2  | 選抜 1   | 中止     | 選抜 2   | 特選     |
| 4R  | 1次予選 1 | 1次予選 1 | 1次予選 2  | 選抜 1   | 中止     | 選抜 2   | 特選     |
| 5R  | 1次予選 1 | 1次予選 2 | 1次予選 2  | 2次予選  | 中止     | 特選 2   | 特選     |
| 6R  | 1次予選 1 | 1次予選 2 | 1次予選 2  | 2次予選  | 中止     | 特選 2   | 特選     |
| 7R  | 1次予選 1 | 1次予選 2 | 1次予選 2  | 2次予選  | 中止     | 特選 1   | 特選     |
| 8R  | 1次予選 1 | 1次予選 2 | 1次予選 2  | 2次予選  | 中止     | 特選 1   | 特選     |
| 9R  | 1次予選 1 | 1次予選 2 | 1次予選 2  | 2次予選  | 中止     | 0準決勝0 | 特秀     |
| 10R | 0DRM0     | 0ORI0     | 1次予選 2  | 2次予選  | 中止     | 0準決勝0 | 特秀     |
| 11R |           | GA        | GDR        | 0シャイ0 | 中止     | 0準決勝0 | 0決勝0   |

【注釈】GA＝ガールズアルテミス賞レース、GDR＝ガールズドリームレース（いずれもガールズケイリンコレクション）

## 決勝戦

### 競走成績
- 8月15日（月）第11レース[3][4][5]
- 誘導員…小沼良（埼玉）[6]

| 着  | 番 | 選手名     | 齢 | 府県 | 期別 | 班 | 着差   | 上り | 決ま り手 | S/J H/B | 個人 状況 |
| --- | -- | ---------- | -- | ---- | ---- | -- | ------ | ---- | --------- | ------- | --------- |
| 1   | 9  | 脇本雄太   | 33 | 福井 | 94   | 1  |        | 10.8 | 捲り      |         |           |
| 2   | 2  | 松浦悠士   | 31 | 広島 | 98   | S  | 3/4輪  | 11.3 | 捲り      | B       |           |
| 3   | 3  | 守澤太志   | 37 | 秋田 | 96   | S  | 1/2身  | 11.0 |           |         |           |
| 3.5 |    |            |    |      |      |    |        |      |           |         |           |
| 4   | 1  | 古性優作   | 31 | 大阪 | 100  | S  | 1/2身  | 10.9 |           | S       |           |
| 5   | 8  | 新山響平   | 28 | 青森 | 107  | 1  | タイヤ | 11.3 |           |         |           |
| 6   | 4  | 小松崎大地 | 39 | 福島 | 99   | 1  | 1身    | 11.3 |           |         |           |
| 7   | 5  | 吉澤純平   | 37 | 茨城 | 101  | 1  | 1/4輪  | 10.8 |           |         |           |
| 8   | 7  | 成田和也   | 43 | 福島 | 88   | 1  | 3/4身  | 11.1 |           |         |           |
| 9   | 6  | 寺崎浩平   | 28 | 福井 | 117  | 1  | 大差   | 13.1 |           | JH      |           |

### 配当金額
| 2=6 | 1,040円 | (3) |

| 2=3=9 | 1,620円 | (3) |

| 6-2 | 1,310円 | (4) |

| 9-2-3 | 4,720円 | (11) |

| 2=9 | 1,000円 | (3) |

| 2=9 | 290円 | (2) |
| 3=9 | 290円 | (3) |
| 2=3 | 470円 | (6) |

| 9-2 | 1,210円 | (4) |

### レース概略
目標にした同県の後輩・寺崎と連係が外れたものの、7番手から捲ってゴール寸前で松浦を捉えた脇本（昨年大会決勝2着）が、今大会5連勝での完全優勝を果たした。GI優勝は今年5月の日本選手権競輪以来で、オールスター優勝は自身の初GIタイトルである2018年大会以来の通算2回目。

## 特記事項
- 西武園でのGI開催は、三宅伸が制覇した2008年の第24回読売新聞社杯全日本選抜競輪以来で、同大会単独としては神山雄一郎が制覇した2004年大会以来18年ぶり2回目。

- 今開催は同大会としては3年ぶりの有観客開催[注 1]であったが、COVID-19の影響で、西武園本場の滞留人数を最大5,000名[注 2]に設定した上で開催された。

- 開会式、ドリームレース・オリオン賞レース・ガールズケイリンコレクションなどの各出場選手紹介、ドリームレース1着・オリオン賞レース1着・ガールズケイリンコレクション優勝者・シャイニングスター賞1着・オールスター競輪優勝者の各表彰式は全て、1コーナーにある大型ホール「サイクルシアター」にて行われた。

- 優勝賞金は5,168万円（本賞金のみの金額。副賞込みでは5,368万円）。本賞金ベースで前回比674万円もの増額となり、日本選手権競輪以外のGIでは初となる優勝賞金5,000万円超えとなった。

- 決勝レース終了後、バンク内から盛大に花火が打ち上げられた。

- シリーズ全体の目標額は130億円[10]。総売上額は128億4273万9700円で、無観客での開催だった前回比で108.9%と金額は伸ばしたものの目標額には届かなかった[11]。なお、各日ごとの売上額は、初日16億7621万8600円[12]、2日目16億5339万8200円[13]。3日目19億6131万2700円[14]。4日目19億3075万3500円[15]、5日目23億3811万5500円[16]、最終日32億8294万1200円[17]。決勝の売上額は14億2158万500円であった[注 3]。また、オールスター競輪の総売上額が125億円を超えたのは2010年の第53回大会（いわき平）以来12年ぶりであった。
  - 2億1991万7900円 - 本場
  - 43億7176万8100円 - 場外
  - 82億5105万3700円 - 電話・インターネット投票
  - 128億4273万9700円 - 計

### 放送関係
- 今回、決勝戦は地上波での生中継は組まれなかった。代替として、テレビ東京《TXN系列 全6局ネット》にて当初は最終日の予定であった8月14日の24:30 - 24:35[注 4]の枠でダイジェスト番組「第６５回オールスター競輪（ＧⅠ）決勝プレイバック」を録画中継により放送予定であったが、5日目の中止・順延の影響により、当番組は当日（5日目）の準決勝戦のダイジェストに変更された。決勝戦の模様は当日夜の「みんなのスポーツ Sports for All」やテレビ埼玉のBACHプラザなどの番組の中で伝えられた。

- BS放送では、BSテレ東の特番「風になれ!夏の自転車祭り!!アナタの知らない競輪の世界～第65回オールスター競輪～（GI）」（18:55 - 20:55）にて決勝戦の生中継が行われる予定であったが、5日目の中止・順延の影響により当番組でも決勝戦ではなく準決勝を中継する事となった[18]（準決勝は番組内で3レースとも生中継している）。テレビ東京のスタジオ司会は児玉碧衣（ガールズケイリン選手）、竹﨑由佳アナ、西武園現地からの解説は中野浩一、放送内の実況は板垣龍佑アナと中川聡アナ[19]。

- 5日目の中止・順延により、今回は決勝戦の中継は、インターネット中継以外ではCS放送であるSPEEDチャンネルのみの放送になった。最初からGI決勝戦が地上波で中継されないのはBS日テレのみだった2016年の同大会以来6年ぶり[注 5]。上記の通り、当初は地上波ではダイジェストにより録画中継のみ実施予定であったが、順延によりそれも無くなった。

- 決勝戦中継とは別に、テレビ東京《TXN系列 全6局ネット》にて大会5日目[注 6]（8月14日）の16:00 - 17:15に事前特番として「風になれ!夏の自転車祭り!!」を放送した。なお、番組表上は16:00 - 16:45を「チャリ飯旅【夏の多摩湖・狭山湖ぐるり１周！ご当地めし探し】」として、16:45 - 17:15を「ガールズ・ビー・アンビシャス〜夢に効く言葉〜」として、それぞれ放送した。

### 競走データ
- 今回、最年長出場選手は神山雄一郎（54歳4か月2日）。第33回大会（1990年）より連続33回出場となり、自身の持つオールスター競輪連続出場記録と、GI最高齢出場記録を同時に更新した[20]（のちGI最高齢出場記録は、第67回オールスター競輪で山口富生が54歳7か月で更新）。なお、神山は今回はファン投票では上位に入れず、選考委員会からの推薦枠による出場となった[21][注 7]。また、翌年の第66回大会（2023年）でも開催時点でS2でありファン投票では上位に入れなかったため選出されず[注 8]、連続出場記録は今回の33回で途切れた[22]。一方、最年少出場選手は吉田有希（20歳11か月）。

- 香川雄介と小倉竜二が、今大会でオールスター競輪連続25回出場を達成。初日第1レース前に行われた開会式において表彰式が実施され、両選手にはJKAより記念のメダルが贈呈された[23]。

- S級S班は、3年ぶりに全9選手が出場した。うち、決勝戦に進出したのは、前回優勝の古性優作（3年連続）、松浦悠士、守澤太志（3年連続）の3名。

- 今回、GI初優出は寺崎浩平[24]。準決勝戦（第12レース）では4着入線であったが、2着入線の荒井崇博が失格したことで3着に繰り上がった。なお、寺崎は普段は自転車競技のナショナルチームに所属しており競輪競走の参加機会が少ない上に数少ないあっせんも欠場を続けたため、本大会が競輪では2022年4月以来のレースとなったことで、出走表における直近4か月間の競走得点は「0.00」と表示された[25]。

- 決勝のワイド配当のうち2つ（2=9と3=9）は、同額（290円）となった（2番人気・3番人気扱い）。

- 優勝した脇本雄太は、予選も含めて全て1着であり、オールスター競輪史上5人目となる完全優勝を、歴代最年長となる33歳で達成した。また、第17回（1974年）創設のドリームレースを含む完全優勝は第32回（1989年）の坂本勉以来33年ぶり3人目、5連勝での完全優勝は初となった[26]。

- 脇本にとっては今回が、3度目のGI完全優勝（2019年の第73回日本選手権競輪・2022年の第71回高松宮記念杯競輪に続く）。2018・2020年に続いて自身3度目の年間複数GI制覇をも果たした。また、これで今年5月の福井FI2日目から17連勝となり、滝澤正光や原田研太朗の16連勝を上回り、吉岡稔真が1994年に達成したS級連勝記録18連勝にあと1つとなった[27]。なお、脇本はその後も連勝を続け記録を更新、最終的にS級連勝記録を21とした[28]。